# Good Behavior
Good Behavior es una serie de televisión estadounidense dramática, basada en la serie de novelas de Blake Crouch sobre Letty Dobesh, una timadora. TNT encargó el piloto a una temporada completa de diez episodios en diciembre de 2015. Se estrenó el 15 de noviembre de 2016.
El 14 de enero de 2017, se anunció la renovación para una segunda temporada de la serie, que fue estrenada el 15 de octubre de 2017.

## Argumento

### Primera temporada
Letty Raines (Michelle Dockery) es una ladrona, drogadicta y alcohólica que siempre ha vivido al límite, porque eso es, exactamente, lo que le gusta. Acaba de salir de la cárcel por buena conducta y está buscando la forma de salir adelante para recuperar a su hijo de 10 años, Jacob (Nyles Julian Steele), que actualmente vive con su madre, Estelle (Lusia Strus). Tiene que encontrar trabajo y visitar regularmente a su agente de la condicional, Christian Woodhill (Terry Kinney), quien parece demasiado interesado y que le aconseja cómo superar sus adicciones. Pero el caos se resiste a dejarla y regresa a su vida cuando se entera de los planes de Javier Pereira (Juan Diego Botto), un asesino a sueldo  que acaba de ser contratado para matar a una mujer. Los acontecimientos harán que se vea envuelta en una trama intensa y en una relación peligrosamente adictiva con el seductor asesino.

### Segunda temporada
Letty ha arreglado las cosas con Javier y se ha reconciliado con su madre, que durante mucho tiempo había impedido que Letty obtuviera la custodia de Jacob. En la huida de la Agente del FBI Rhonda Lashever, Letty, Javier y Jacob se dirigen a una nueva vida tratando de ser normal, aunque eso resulta inútil cuando algo más peligroso que el FBI se lanza con ellos - el pasado.

## Elenco

### Principales
- Michelle Dockery es Letty Raines.[4]
- Juan Diego Botto es Javier Pereira, sicario.[5]
- Lusia Strus es Estelle, madre de Letty.[6]
- Terry Kinney es Christian Woodhill, oficial de libertad condicional.[6]
- Nyles Julian Steele como Jacob Raines, hijo de Letty.

### Recurrentes
- Joey Kern como Rob McDaniels, un conocido de Letty de la escuela secundaria y novio de su madre Estelle.[7]
- Ann Dowd como Rhonda Lashever, una agente del FBI.
- María Botto como Ava Pereira, hermana de Javier.
- Collette Wolfe como Tiffany Dash, una amiga de Letty de la secundaria.
- Justin Bruening como Kyle Dash, el marido de Tiffany.
- Todd Williams como Sean, exnovio de Letty y padre de Jacob.

## Temporadas
| Temporada | Temporada | Episodios | Emisión original        | Emisión original        | Emisión en Latinoamérica | Emisión en Latinoamérica | Emisión en España       | Emisión en España |
| Temporada | Temporada | Episodios | Inicio                  | Final                   | Inicio                   | Final                    | Inicio                  | Final             |
| --------- | --------- | --------- | ----------------------- | ----------------------- | ------------------------ | ------------------------ | ----------------------- | ----------------- |
|           | 1         | 10        | 15 de noviembre de 2016 | 10 de enero de 2017     | 27 de noviembre de 2016  | 12 de febrero de 2017    | 15 de noviembre de 2016 | enero de 2017     |
|           | 2         | 10        | 15 de octubre de 2017   | 17 de diciembre de 2017 | 2017                     | –                        | 14 de noviembre de 2017 | –                 |

## Producción
El 7 de julio de 2015, se anunció que el papel principal en la serie estaría interpretado por Michelle Dockery. En el mismo mes, TNT encargó un episodio piloto. En septiembre, Juan Diego Botto se incorporó a la serie. En el mes siguiente, se unió al elenco Lusia Strus y Terry Kinney. El 10 de diciembre se anunció una primera temporada completa de 10 episodios.

### Rodaje
La serie se rodó en Wilmington, Carolina del Norte y en el estudio EUE/Screen Gems. El piloto fue rodado en octubre y noviembre de 2015 mientras que el resto de la primera temporada fue rodado en 2016. La filmación de la segunda temporada inició el 10 de abril y terminó el 8 de septiembre de 2017.

## Recepción
Good Behavior ha recibido críticas muy positivas por parte de los críticos de televisión. En Rotten Tomatoes reportó un porcentaje de 76% de «frescura» basado en 25 comentarios y el sitio web consensúa que, «dejando a un lado la manipulación emocional, Good Behavior es, sin dudas, un drama tenso y sexual». En Metacritic reportó un porcentaje de 65/100 basado en 22 comentarios, indicando «críticas generalmente favorables».

## Transmisiones
En España fue estrenada en TNT España el 15 de noviembre de 2016. En Latinoamérica fue estrenada a través de TNT Series el 27 de noviembre de 2016. En Italia, comenzó a emitirse el 8 de marzo de 2017 en TIMvision.